# Concéntrico

Un objetivo de tiro con arco, presentando círculos espaciados concéntricos.

Los objetos concéntricos comparten el mismo centro, eje u origen. Los círculos, tubos, ejes cilíndricos, discos y esferas pueden ser concéntricos entre sí. Observe que dos objetos pueden tener radios iguales y ser concéntricos y diferentes. Por ejemplo, dos meridianos diferentes de un globo terrestre son concéntricos y congruentes, su centro común es un punto que representa el centro de la Tierra.
Uno de los ejemplos más conocidos de círculos concéntricos son los círculos espaciados usados en tiro con arco o armas de fuego, y en consecuencia cualquier diseño concéntrico puede ser llamado un "objetivo" o un "blanco" (por el centro).

## Ejemplos de fenómenos concéntricos
Un cable concéntrico es un tipo de cable utilizado en los sistemas TN-C-S de puesta a tierra, donde el núcleo combinado neutro y la tierra rodean completamente al núcleo vivo. Esto minimiza el riesgo de cortar completamente a través del neutro combinado y la tierra sin primero cortar completamente a través de los núcleos vivos.
Las contracciones de los músculos concéntricos son aquellas en las que el músculo se acorta.